# エマニュエル・フリンポン
エマニュエル・ヤウ・フリンポン（Emmanuel Yaw Frimpong, 1992年1月10日 - ）は、ガーナ・クマシ出身の元サッカー選手。元ガーナ代表。ポジションはMF。ガーナ系ノルウェー人サッカー選手のヤウ・イーレ・アマンクワーを従兄弟にもつ。

## 経歴

### クラブ

#### アーセナル
ガーナのクマシに生まれたが、幼少の頃にトッテナムへ移住し、9歳の時にジャック・ウィルシャーらと共にアーセナルFCのユースチームに入団した。
アーセナルのユースでキャリアを始めたフリンポンは、コヴェントリー・シティFC戦やミルトン・キーンズ・ドンズFC戦で得点を挙げるなど活躍を見せたことから、2008年にリザーブチームのメンバー入りをし、2009年10月5日のチェルシーFC戦でデビューをした。また、フットボールリーグカップのシェフィールド・ユナイテッドFC戦で同じくユース出身のジェイ・エマニュエル＝トーマスと共にトップチームのベンチ入りを果たした。
2009年にFAユースカップで優勝するも、5月22日のリヴァプールFCとの決勝第1戦（4-1）で20分も経たないうちに負傷交代し、第2戦（2-1）もその影響から出場出来ずに悔しい思いをした。
2010年になると、プレシーズンのオーストリア合宿とエミレーツ・カップでのプレーをアーセン・ヴェンゲルから称賛を受け、トップチームに昇格かと思われたが、同年8月19日のトレーニング中に全治9ヶ月の前十字靭帯を負傷した。負傷から復帰後の2011年6月17日にフリンポンは、出場機会を得るために2部のカーディフ・シティFC、3部のチャールトン・アスレティックFCとローン移籍の交渉があったことを語った。
2011-12シーズン
2011-12シーズンのプレシーズンにトップチームに帯同し、2011年7月13日のマレーシアサッカーリーグ選抜との試合に後半から出場。8月13日のニューカッスル・ユナイテッドFC戦で後半からトマーシュ・ロシツキーに代わりプロデビューを果たし、16日にUEFAチャンピオンズリーグのウディネーゼ・カルチョ戦で再び後半にロシツキーと交代で出場した。20日のリヴァプール戦で初先発を飾るも、ルーカス・レイヴァへのタックルで2枚目のイエローカードを提示され69分に退場となってしまった。また、フットボールリーグカップ5回戦のマンチェスター・シティFC戦に敗れると、ピッチ上で元同僚のサミル・ナスリと言い合いを始め、ロッカールームへ戻る間のトンネル内で衝突を起こした。殴り合いをしたと報じられたものの、事件後にナスリとフリンポンの両名は、言い合いはしたが手は出していないと語った。

#### レンタル期間
2012年1月1日に同リーグのウルヴァーハンプトン・ワンダラーズFCへシーズン終了までのローン移籍が決定し、翌日のチェルシーFC戦（1-2）に先発出場でデビューをするも、出場5試合目となるクイーンズ・パーク・レンジャーズFC戦で前十字靭帯を損傷したことでシーズン終了までの欠場を余儀なくされ、予定より早期にアーセナルへ返却された。
2012年11月19日にチャールトン・アスレティックFCへ2013年1月1日までのローン移籍が決定。2013年1月25日にフラムFCへシーズン終了までのローン移籍が決定。

#### バーンズリー
2014年1月31日、アーセナルを退団。バーンズリーFCへ完全移籍。しかし出場機会に恵まれず、チームもフットボールリーグ1に降格したため5月7日に退団が発表された。

### 代表
U-16イングランド代表として6試合に出場し、2008年のモンテギュー国際大会・U-16ドイツ戦（1-0）で71分に決勝点を挙げた。
2009年になるとフリンポンは、自身はガーナ人であるからガーナ代表のためにプレーする意思があることを語りながらも、2010年8月にU-19イングランド代表の招集を受けた（前十字靭帯負傷により後に辞退）。2011年2月に"ガーナから呼ばれれば、自分の自転車でイングランドからガーナまで行く"と再びプレーする意思があることを語り、8月にワトフォードFCのヴィカレッジ・ロードで行われるガーナとナイジェリアの親善試合を観戦する予定を組みながらも（イギリス暴動のため延期）、翌月にU-21イングランド代表からの招集を受けた。
2011年9月6日にガーナサッカー協会は、フリンポンが正式にガーナ代表としてプレーすることを選択したと発表し、2012年11月にFIFAは代表変更を正式に認めた。

## タイトル
クラブ
アーセナルFC
- プレミアアカデミーリーグ 2008-09, 2009-10
- FAユースカップ 2008-09